# Epichnopterix kovacsi
Epichnopterix kovacsi is een vlinder uit de familie zakjesdragers (Psychidae). De wetenschappelijke naam van deze soort is voor het eerst geldig gepubliceerd in 1955 door Sieder.
De soort komt voor in Europa.